# سمیع الحق
مولانا سمیع الحق (اردو: مولانا سمیع الحق، زاده ۲۷ قوس/آذر ۱۳۱۶ – ۱۱ عقرب/آبان ۱۳۹۷) یک عالم مذهبی و سناتور پاکستانی بود. وی به عنوان پدر معنوی طالبان نیز شناخته می‌شد. وی در بین سال‌های ۱۹۸۵ تا ۱۹۹۷ برای دو دوره عضویت مجلس سنای پاکستان را کسب کرده بود.

## زندگی شخصی
سمیع الحق متولد ۲۷ قوس/آذر ۱۳۱۶ از اکوره ختک، واقع در استان مرزی شمال غربی راج بریتانیا (که اکنون به منطقه خیبر پختونخوا، پاکستان شناخته می‌شود) متولد شد. پدرش مولانا عبدالحق بود که در مدرسه دینی دیوبندی تحصیل کرده بود. وی تحصیلاتش را در سال ۱۳۶۶ ه‍.ق (۱۹۴۶ یا ۱۹۴۷ میلادی) در دارالعلوم حقانیه، که توسط پدرش تأسیس شده بود، آغاز کرد. وی در آنجا فقه، اصول فقه، زبان عربی، منطق، دستور زبان عربی (صرف و نحو)، تفسیر و حدیث را فرا گرفت. وی به زبان عربی مسلط بود اما همواره به زبان‌های زبان اردو، که زبان ملی پاکستان است و زبان پشتو که زبان مردم منطقه‌شان بود استفاده می‌کرد.

سمیع الحق به‌طور آشکار طالبان را برای تصرف دوباره افغانستان تشویق می‌کرد و از طرفداران این گروه بود، وی در جایی اظهار داشت:
فقط یک سال مهلت به طالبان داده شود، آنها ظرف این مدت افغانستان را شاد خواهند کرد… تمامی مردم افغانستان آنها را دوست خواهند داشت… اگر نیروهای آمریکایی افغانستان را ترک کند همه این اتفاقات در مدت کمتر از یک سال اتفاق خواهد افتاد… تا زمانی که آنها در افغانستان باشند، افغان‌ها برای آزادی خود مبارزه می‌کنند… این جنگ برای آزادی است و تا زمانی که بیگانگان کشور افغانستان را ترک نکنند این جنگ ادامه خواهد داشت.

## فعالیت
سمیع الحق به عنوان پدر معنوی طالبان شناخته می‌شود. به دلیل رابطه استاد و شاگردی که بین وی و دانش آموزان (طالب) وجود دارد وی را عنوان پدر معنوی طالبان می‌شناسند. محمد عمر، رهبر گروه افغانستان و امیر دولت امارت اسلامی افغانستان از شاگردان سمیع الحق بود. سمیع الحق رئیس دارالعلوم حقانیه، که یک مدرسه دینی دیوبندی که بسیاری از چهره‌های مطرح طالبان در آن تدریس کرده بودند بود. حق عضو شورای دفاع پاکستان و رهبر حزب سیاسی جمعیت علمای اسلام بود. سمیع الحق همچنین عضو مؤسسین متحده مجلس عمل نیز بود.وی عضویت سنای پاکستان را نیز در کارنامه داشت.
وی متحد دینی محاذ را که از ائتلاف چند حزب دینی-سیاسی کوچک بود را برای مشارکت در انتخابات عمومی ۱۳۹۲ پاکستان تشکیل داد. وی مانیفست انتخاباتی خود را در ۵ فروردین/حمل ۱۳۹۲ را اعلام کرد و متعهد شد که تمامی مقامات بلندپایه دولت، از جمله رئیس‌جمهور، نخست‌وزیر، وزیر عدلیه و فرماندهان نیروهای مسلح را در اختیار مردان سنی مذهب قرار دهد. وی همچنین خواستار منع تحصیلات مختلط در کشور و تمرین دادن تمامی مردان جوان مسلمان برای جهاد بود.

## فتوا
پس از جنبش طالبان پاکستان وی واکسن فلج اطفال را حرام اعلام کرد و از مردم خواست مانع واکسن زنی کودکانشان شود اما در ۱۸ قوس/آذر ۱۳۹۲یک فتوا به نفع واکسیناسیون فلج اطفال صادر کرد. در فتوا وی گفته شده‌است که: «واکسیناسیون علیه بیماری‌های کشنده و در پیشگیری آنان کمک می‌کند با توجه به تحقیقات انجام شده توسط متخصصین پزشکی، و افزود که واکسن‌هایی که در برابر این بیماری‌ها مورد استفاده قرار می‌گیرند به هیچ وجه مضر نیستند».

## مرگ
وی در ۱۱ آبان/عقرب ۱۳۹۷ در منزلش در شهر راولپندی پاکستان و در اثر ضربات چاقو کشته شد.